# David Gilbert
David Gilbert (Derby, 12 de junio de 1981) es un jugador de snooker inglés.

## Biografía
Nació en la ciudad inglesa de Derby en 1981. Es jugador profesional de snooker desde 2001. Se ha proclamado campeón de un único torneo de ranking, la Championship League de 2021, en cuya final derrotó a Mark Allen por 3-1. Ha sido también subcampeón en cuatro ocasiones, a saber: el Campeonato Internacional de 2015 (5-10 frente a John Higgins en la final), el Abierto Mundial de 2018 (9-10 ante Mark Williams), el Masters de Alemania de 2019 (7-9 contra Kyren Wilson) y el Abierto de Inglaterra de 2019 (1-9 frente a Mark Selby). Ha logrado, asimismo, tejer dos tacadas máximas a lo largo de su carrera.

### Tacadas máximas
| Núm. | Año  | Torneo              | Rival           | Ronda          | Ref.  |
| ---- | ---- | ------------------- | --------------- | -------------- | ----- |
| 1    | 2015 | Championship League | Xiao Guodong    | fase de grupos | [ 2 ] |
| 2    | 2019 | Championship League | Stephen Maguire | fase de grupos | [ 3 ] |